# Тихоокеанська плита

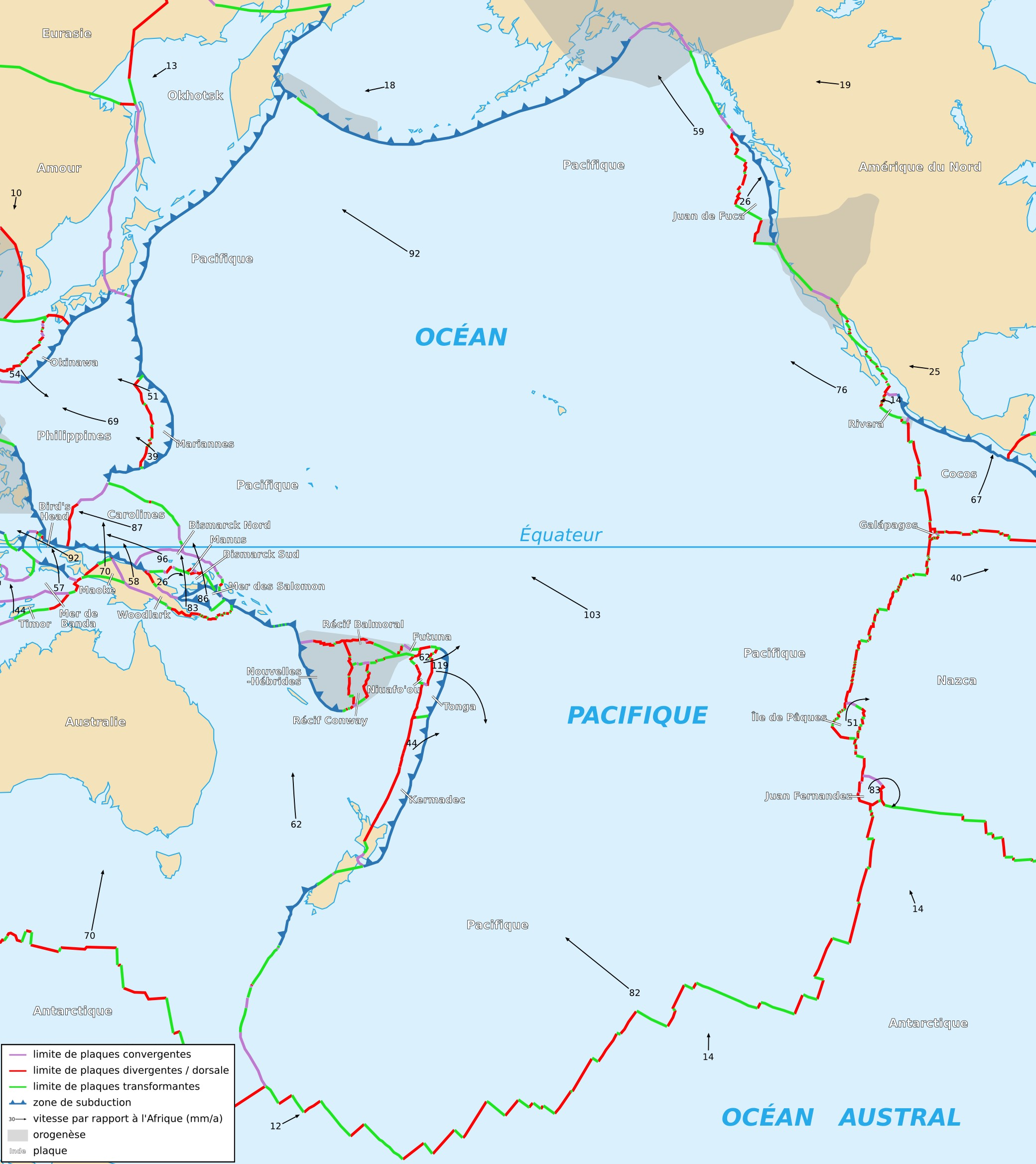
Тихоокеанська плита

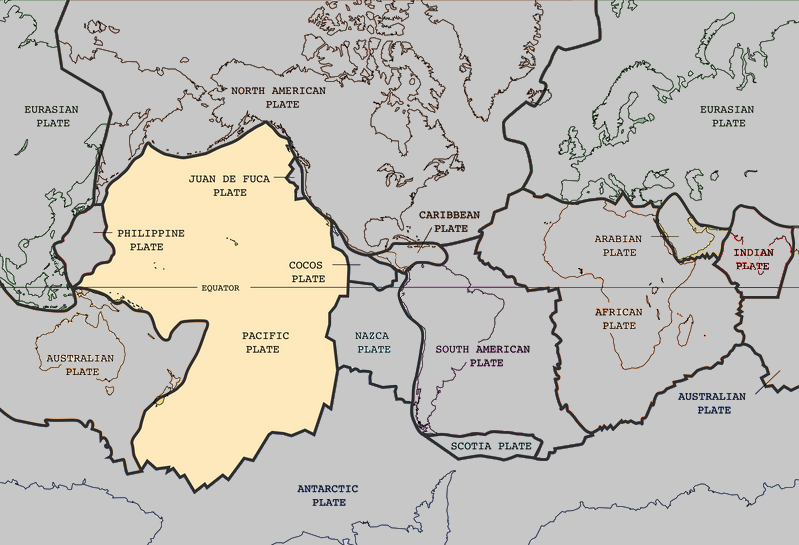
Розташування Тихоокеанської плити

Тихоокеа́нська плита́ — тектонічна плита океанічного типу під Тихим океаном. Має площу 103–108 млн км². Найбільша тектонічна плита планети Земля. Зазвичай у її складі розглядають менші плити: Футуна, Рифу Балморал, Плита рифу Конвей, Новогебридську, Південнобісмаркську, Північнобісмаркську, Манус і Каролінську.

## Межі
На півночі східний край має дивергентну границю з плитою Дослідника, Хуан-де-Фука і плитою Горда утворюючи відповідно хребет Дослідника, Хуан-де-Фука і хребет Горда.
Посередині східний край має трансформну границю з Північноамериканською плитою вздовж розлому Сан-Андреас і з плитою Кокос.
На півдні східний край має дивергентну границю з плитою Наска утворюючи Східнотихоокеанську височину.
Південний край має дивергентну границю з Антарктичною платформою формуючи Тихоокеансько-Антарктичний хребет.
Західна сторона межує з Охотською плитою через Курило-Камчатський та Японський жолоби. Плита утворює конвергентну границю шляхом субдукції під плиту Філіппінського моря, створюючи Маріанську западину, має трансформну границю з Каролінською плитою та має колізію з Північнобісмаркською плитою.
На південному заході, Тихоокеанська плита має складнуконвергентну границю з Індо-Австралійською плитою, занурюючись під неї на північ від Нової Зеландії, утворюючи жолоб Тонга і Кермадецький жолоб, і паралельні Тонга і Кермадецькі острівні дуги. Альпійський розлом є трансформною границею на межі двох плит, де Індо-Австралійська плита має субдукцію під Тихоокеанську плиту утворюючи жолоб Пайсегур. Частина Зеландії на схід від цієї межі має великий блок континентальної кори.
Північний край має конвергентну границю через яку зазнає субдукцію під Північноамериканську плиту утворюючи Алеутський жолоб і Алеутські острови.
Тихоокеанська плита має пасмо гарячих точок, що утворюють Гавайські острови.
Розмір Тихоокеанської плити, і відповідно, Тихого океану, поступово зменшується.

## Палеогеологія

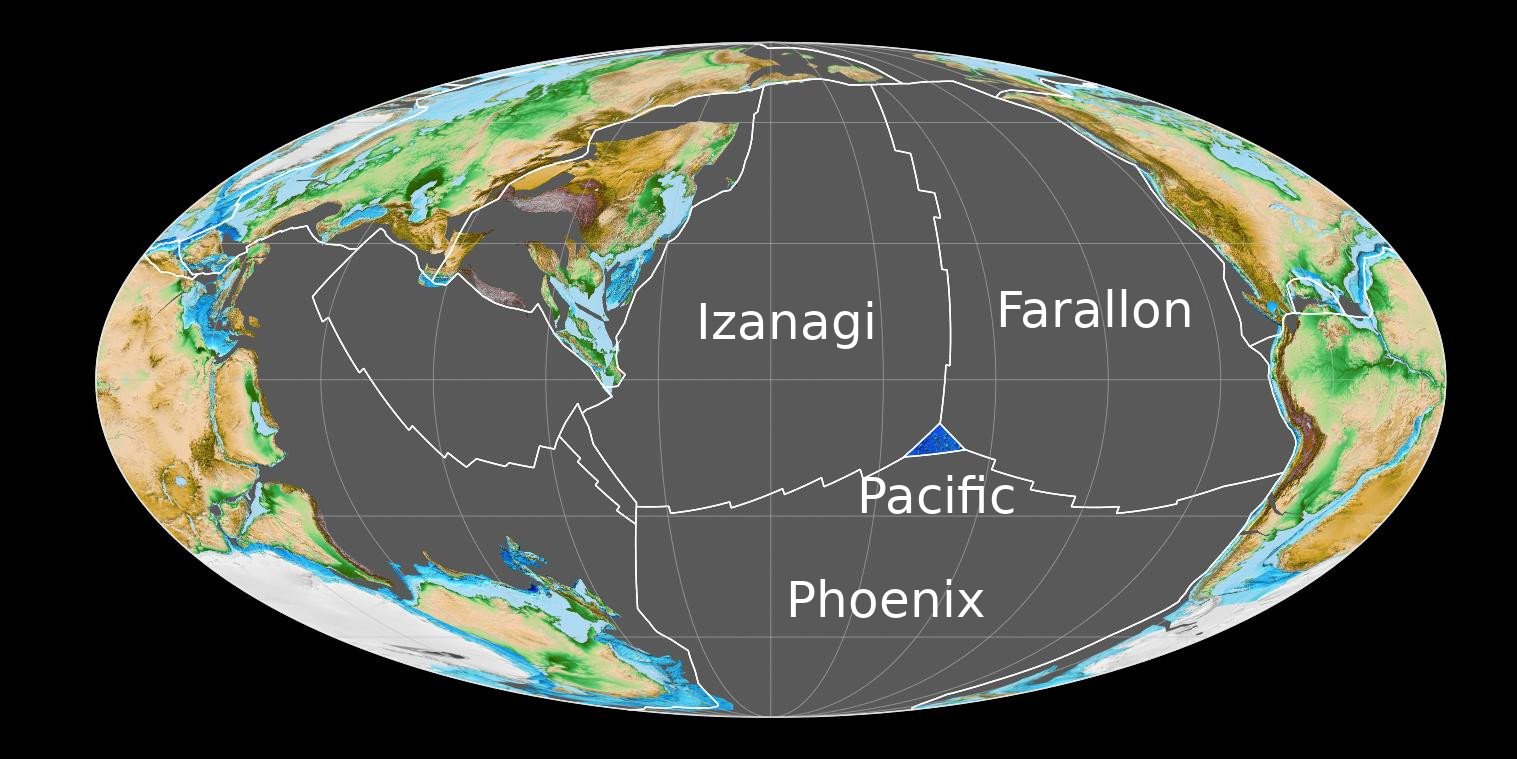
Тихоокеанська плита почала формуватися, коли трійник у центрі Панталасси дестабілізувався приблизно 190 мільйонів років тому

Тихоокеанська плита майже повністю складається з океанічної кори, континентальна кора є лише у Новій Зеландії, Нижній Каліфорнії та прибережній Каліфорнії.
Найдавніші ділянки плити заглиблені у східноазійські океанічні жолоби, мають вік ранньої крейди (145-137 мільйонів років тому).
Тихоокеанська плита виникла з трійника трьох головних океанічних плит Панталасси: Фараллон, Фенікс і Ідзанагі, приблизно 190 мільйонів років тому. Плита утворилася через дестабілізацію трійника.
«Тихоокеанський трикутник», найдавніша частина Тихоокеанської плити, утворена на початкових етапах формування плити, розташована на схід від Маріанської западини.
Розвиток Тихоокеанської плити зменшило плиту Фараллон до кількох уламків уздовж західного узбережжя Північної Америки (таких як плита Хуан-де-Фука) і плиту Фенікс до невеликого уламка біля протоки Дрейка і зруйнував плиту Ідзанагі шляхом субдукції під Азію.

## Сучасні дослідження
2016 року вчені побудували тривимірну модель, яка дозволяє відстежити еволюцію найдавнішої частини Тихоокеанської плити, розташованої на схід від Маріанської западини. Було підтверджено, що сучасна плита утворилася з нестійкого трійника, тобто місця збігу кордонів трьох стародавніх літосферних плит. Її народження вчені пов'язують з припиненням субдукції (занурення однієї літосферної плити під іншу) під древнім океаном Панталассом, що омивав суперконтинент Пангея і поступовим охолодженням протоплити, що формувалася. Тепер[коли?] на планеті також присутні трійники, однак вони є геологічно стабільними. До них відносяться, зокрема, структура під південною частиною Атлантичного океану, яка протягом останніх 100 років практично не змінювалася.